# José Luis Martínez-Almeida
José Luis Martínez-Almeida Navasqüés (ur. 17 kwietnia 1975 w Madrycie) – hiszpański polityk, prawnik i samorządowiec, od 2019 alkad Madrytu.

## Życiorys
Ukończył studia prawnicze na Universidad Pontificia Comillas, w 2001 dołączył do Cuerpo de Abogados del Estado, korpusu urzędników służby cywilnej. Pracował w państwowych służbach prawniczych, w 2007 został dyrektorem generalnym do spraw dziedzictwa historycznego w administracji Wspólnoty Madrytu. Od 2011 do 2013 był sekretarzem generalnym rządu tej wspólnoty autonomicznej. W latach 2013–2014 pełnił funkcję sekretarza generalnego rady dyrektorów w SEPIDES, jednym z przedsiębiorstwo wchodzących w skład państwowego holdingu SEPI. W 2014 mianowany dyrektorem działu prawnego w AIReF, państwowej agencji do spraw kontroli podatkowej.
W 2015 z ramienia Partii Ludowej wybrany na radnego Madrytu, w 2017 został rzecznikiem frakcji radnych swojej partii. Mandat radnego utrzymał także w 2019. W czerwcu tegoż roku wybrany na alkada hiszpańskiej stolicy dzięki koalicji ludowców i Obywateli, którą wsparli także radni partii Vox. W 2023 ponownie wybrany na radnego, jego ugrupowanie uzyskało wówczas większość bezwzględną w radzie miejskiej; pozostał alkadem Madrytu na kolejną kadencję.

## Odznaczenia
- Krzyż Wielki Order Zasługi Republiki Włoskiej (Włochy, 2021)[6]
- Order „Za zasługi” III klasy (Ukraina, 2023)[7]